# Sandwip
Sandwip ist eine Insel im Osten von Bangladesch und liegt im Delta des Meghna im Golf von Bengalen. Die zur Provinz Chittagong gehörende Insel wird durch den Sandwip-Kanal von der Hafenstadt Chittagong getrennt. Auf der 26 km langen und maximal 10 km breiten Insel leben etwa 472.000 Menschen. Die Bewohner Sandwips können auf eine etwa 3.000 Jahre währende Geschichte zurückblicken in der die Bewohner ihre Unabhängigkeit wahren konnten.
Im 17. Jahrhundert war die Insel Stützpunkt portugiesischer und arakanesischer Piraten. Heute gehört Sandwip zu Bangladesch und zählt zu den ärmeren Regionen des Landes mit zudem höherer Analphabetenquote.
Die Insel ist administrativ in 15 Bezirke eingeteilt:
- Azimpur
- Bauria
- Haramia
- Horishpur
- Kalapania
- Maitbhanga
- Mogdhara
- Musapur
- Santoshpur
- Gachua
- Amanullah
- Rahmatpur
- Sharikiat
- Deergha Par

## Wirtschaft
Die Insel wurde größtenteils durch Sedimentablagerungen des Meghnas gebildet. Der nährstoffreiche Sedimentboden ermöglicht den Anbau u. a. von Datteln, Reis, Mangos, Melonen und Kokosnüssen.
Außer von der Landwirtschaft leben die Bewohner der Insel vom Schiffbau und dem Verkauf von Salz. Überweisungen von ausgewanderten Einwohnern Sandwips aus den Vereinigten Staaten und den Emiraten ermöglichten den Bau von Wohnungen und Investitionen im Gesundheitsbereich.